# Challenger Bolivia II 2024
Il Challenger Bolivia II 2024 è stato un torneo maschile di tennis professionistico. È stata la 5ª edizione del torneo, facente parte della categoria Challenger 50 nell'ambito dell'ATP Challenger Tour 2024, con un montepremi di 41 000 $. Si è giocatp dal 17 al 23 giugno 2024 sui campi in terra rossa del Club de Tenis Santa Cruz di Santa Cruz de la Sierra, in Bolivia.

## Partecipanti

### Teste di serie
| Nazionalità | Giocatore             | Ranking* | Testa di serie |
| ----------- | --------------------- | -------- | -------------- |
| Argentina   | Juan Manuel Cerúndolo | 181      | 1              |
| Bolivia     | Murkel Dellien        | 214      | 2              |
| Argentina   | Andrea Collarini      | 255      | 3              |
| Libano      | Hady Habib            | 259      | 4              |
| Ecuador     | Álvaro Guillén Meza   | 280      | 5              |
| Brasile     | Pedro Sakamoto        | 304      | 6              |
| Argentina   | Renzo Olivo           | 305      | 7              |
| Argentina   | Facundo Mena          | 307      | 8              |

* Ranking al 10 giugno 2024.

### Altri partecipanti
I seguenti giocatori hanno ricevuto una wild card per il tabellone principale:
- Agustín Eduardo Cuéllar Lorberg
- Raúl García
- Emilio Gómez

Il seguente giocatore è entrato in tabellone come special exempt:
- Pedro Boscardin Dias

Il seguente giocatore è entrato in tabellone con il ranking protetto:
- Nicolás Álvarez

I seguenti giocatori sono entrati in tabellone come alternate:
- Adrià Soriano Barrera
- Nicolas Zanellato

I seguenti giocatori sono passati dalle qualificazioni:
- Dali Blanch
- Guido Iván Justo
- Noah Schachter
- Diego Augusto Barreto Sánchez
- Leonardo Aboian
- José Pereira

Il seguente giocatore è entrato in tabellone come lucky loser:
- Ulises Blanch

## Punti e montepremi
| Torneo    | Torneo              | V     | F     | SF    | QF    | 2T  | 1T  | Q | Q2  | Q1  |
| Singolare | Punti               | 50    | 25    | 14    | 8     | 4   | 0   | 3 | 1   | 0   |
| Singolare | Premi in denaro ($) | 5,500 | 3,260 | 1,900 | 1,120 | 660 | 395 | – | 215 | 125 |
| Doppio    | Punti               | 50    | 25    | 14    | 8     | –   | 0   | – | –   | –   |
| Doppio    | Premi in denaro ($) | 2,130 | 1,250 | 745   | 435   | –   | 245 | – | –   | –   |

## Campioni

### Singolare
Juan Manuel Cerúndolo ha sconfitto in finale  Álvaro Guillén Meza con il punteggio di 3–6, 6–1, 6–4.

### Doppio
Hady Habib /  Trey Hilderbrand hanno sconfitto in finale  Finn Reynolds /  Matías Soto con il punteggio di 3–6, 6–3, [10–7].